# Ericsson Nikola Tesla
Ericsson Nikola Tesla d.d. er en kroatisk producent af telekommunikationsudstyr og et datterselskab til Ericsson. Virksomheden er navngivet efter opfinder Nikola Tesla. Den er børsnoteret på Zagreb Stock Exchange og har hovedkvarter i Zagreb.
Ericsson Nikola Teslas historie begyndte med etableringen af det statsejede Nikola Tesla Corporation i 1949. I 1953 blev de licenspartner for Ericsson. I 2014 blev virksomheden etableret som et datterselskab til Eriksson.